# Cazari

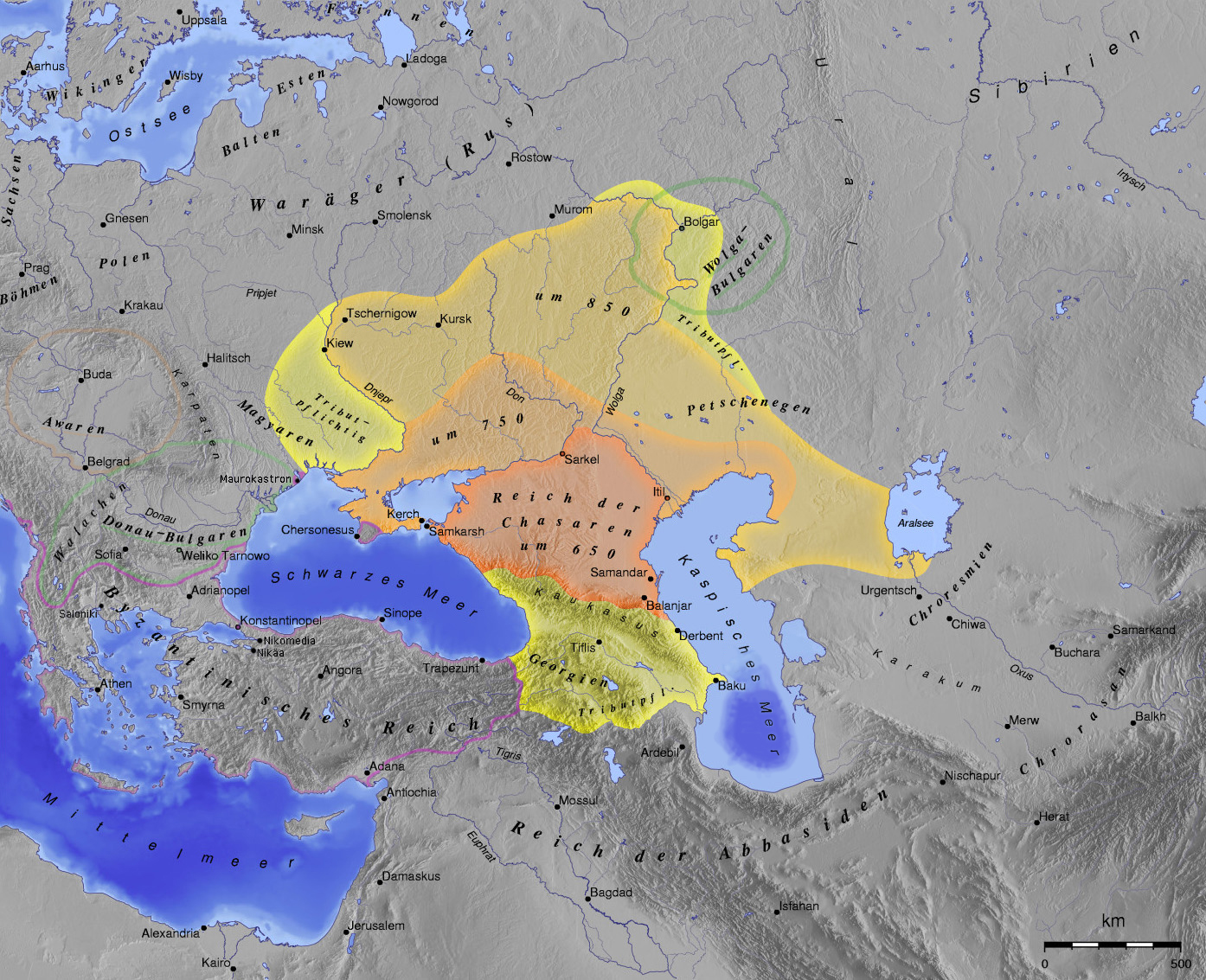
Mappa dei paesi cazari

I Cazari (o anche K(h)azari o più raramente Khazary) (ebraico sing. Kuzarì כוזרי plur. Kuzarim כוזרים; turco sing. Hazar plur. Hazarlar; russo sing. Khazarin Хазарин plur. Khazary Хазары; tataro sing Xäzär plur. Xäzärlär; persiano خزر Khazar) furono una confederazione di popolazioni turche seminomadi originarie delle steppe dell'Asia centrale in cui confluirono elementi slavi, iranici e i resti dei Goti di Crimea.
Nel VII secolo fondarono il Khanato di Khazaria nelle regioni più sud-orientali dell'Europa, vicino al Mar Caspio ed al Caucaso. Oltre alla regione oggi chiamata Kazakistan, il khanato comprendeva anche parti dell'Ucraina, l'Azerbaigian, il sud della Russia e la penisola di Crimea.
Intorno al periodo di fondazione del khanato molti Cazari si convertirono all'ebraismo. Il nome 'Cazari' che essi stessi si sono dati proviene da un verbo in lingua turca che significa "vagabondare". Daryā-ye khazar (mar Cazaro) è il termine in lingua persiana (e nelle lingue di culture persianizzate, come la maggior parte delle lingue turciche) usato per chiamare il mar Caspio.

## Storia
La storia dei Cazari è strettamente legata a quella dell'Impero Göktürk, fondato quando il clan Ashina rovesciò i Rouran nel 552. Con il collasso dell'Impero Göktürk (in realtà una federazione di tribù) dovuto ad un conflitto interno, nel VII secolo la parte occidentale dell'impero si divise in due confederazioni: i Bulgari, guidati dal clan Dulo, ed i Cazari, guidati dal clan Ashina. Nel 670 i Cazari disperdono la confederazione dei Bulgari lasciandone tre residui nell'area del Volga (vedi Bulgaria del Volga), sul Mar Nero e sul Danubio.
La prima apparizione dei Cazari nella storia dell'Occidente si ha con l'aiuto portato all'imperatore bizantino Eraclio nella guerra contro i Persiani. Nel VII secolo e nell'VIII secolo combattono una serie di guerre contro gli Arabi all'epoca del califfato dell'omayyade Hishām b. ʿAbd al-Malik, specialmente contro l'Emiro di Mosul. Benché i Cazari si debbano ritirare per un certo tempo dalla regione del Caucaso, in seguito, però, estendono i territori sotto il loro controllo dal Mar Caspio ad Est, alle coste Nord del Mar Nero ad Ovest.
Nel X secolo il Khanato inizia il suo declino dovuto agli attacchi dei Vichinghi-Variaghi della Rus' di Kiev e di altre tribù turche.
La sua influenza politica diminuisce fino a scomparire del tutto nel XII secolo, con l'invasione dei Mongoli. Le Gesta Hungarorum parlano della presenza cazara in Transilvania, a Bihar, sotto il dominio di Menumorut all'arrivo dei Magiari.
La loro capitale era Itil (o Atil) alla foce del fiume Volga, 10 miglia dall'attuale città di Astrachan'. Un'altra importante città era Sarkel, costruita insieme ai Bizantini nei pressi del fiume Don per meglio controllare le incursioni dei Rus' a sud di Kiev. In questa città i Cazari obbligarono i Bizantini a non costruire alcuna chiesa, ma costruirono una loro sinagoga. A nord-est, nel periodo di massimo splendore, anche i Bulgari del Volga furono vincolati da una specie di semi-vassallaggio. Nel 913 gli Arabi erano arrivati nei pressi di Itil. Nel 965 i Vichinghi presero Sarkel e Itil, decretando la fine dell'Impero Cazaro. Vestigia importanti della storia dei Cazari si trovano nel Museo dell'Ermitage a San Pietroburgo.

## La religione
In origine i Cazari praticavano il Tengrismo, tipico delle popolazioni turche, basato sul culto di Tengri, dio del cielo, tuttavia con pesanti influenze delle teorie di Confucio, provenienti dalla Cina, soprattutto sull'idea del Mandato Celeste. In base a queste influenze il clan Ashina era considerato il prescelto da Tengri per guidare il popolo, ed il khan la personificazione del favore che il dio concedeva al popolo turco. Un khan che falliva nel suo mandato aveva chiaramente perso il favore del cielo e quindi veniva ritualmente ucciso.
Alcuni storici hanno ipotizzato che sia stata questa tradizione di uccidere i governanti che perdevano il "favore del Cielo", una delle ragioni che portarono la classe dirigente dei Cazari a cercare un'altra religione.
Infatti, tra la fine dell'VIII secolo e l'inizio del IX secolo, il khan e i nobili Cazari si convertirono all'ebraismo seguiti da una parte della popolazione. Alcune ricerche suggeriscono che, almeno in parte, questa conversione di massa fu in realtà un espediente politico atto a prevenire tentativi, provenienti dall'esterno, di condizionare le credenze religiose dei Cazari e quindi influenzarli anche politicamente. Il Khanato si trovava infatti stretto tra l'Islam ad est ed il Cristianesimo ad ovest. I sostenitori della teoria "ashkenazita" (vedi sotto) hanno ipotizzato che intorno al 950 la religione con il maggior numero di fedeli nel khanato potesse essere l'ebraismo a seguito della conversione di alcuni khan.
Il primo khan di religione ebraica fu Bulan, mentre un altro, Obadiah, rinvigorì l'ebraismo invitando rabbini dall'esterno e promuovendo la costruzione di sinagoghe. La tolleranza religiosa era peraltro una caratteristica del khanato che venne mantenuta per più di trecento anni: ad esempio, la corte suprema, consisteva di due ebrei, due cristiani, due musulmani ed un credente della vecchia religione.
Va però ricordato che, come fa notare Koestler, questa libertà di culto non va confusa con una caratteristica di modernità e democrazia all'interno della società cazara: infatti, come riporta Koestler, chi non era di religione ebraica, era discriminato in quanto non considerato un vero cazaro: per quanto vi fosse libertà di culto, vi era di fatto una segregazione sociale di carattere religioso.

## L'ipotesi di Koestler e il dibattito storiografico degli ultimi anni
L'ipotesi che l'ebraismo fosse la religione prevalente dei Cazari è dovuta allo studioso Arthur Koestler, il quale propose che i cosiddetti Aschenaziti fossero in realtà i discendenti dei Cazari che abbandonarono le loro terre a causa delle devastazioni mongole, rifugiandosi nell'Europa orientale, per lo più nei territori dell'attuale Polonia, Ungheria e Ucraina. Questi, non appartenendo ad alcuna delle 12 tribù di Israele, sono definiti nel libro di Koestler La tredicesima tribù.
Shlomo Sand, nella sua opera del 2008 che si propone una revisione critica dei miti fondanti la storia del popolo ebraico, riprende l'ipotesi di Koestler e procedendo a ritroso tenta una ricostruzione della vicenda cazara nel suo complesso. Sottolinea così come già nella seconda metà del XIX secolo sia emersa una visione storica per la quale in Russia vi furono in realtà due comunità ebraiche, sedimentatesi l'una sull'altra nel corso dei secoli: quella originaria, formata da Ebrei che giungevano dalle coste del Mar Nero e dall'Asia attraverso il Caucaso e quella condotta in Russia da ondate migratorie successive, che provenivano dalla Germania. La questione cazara ha continuato infatti ad alimentare dubbi e a far propendere diversi autori per un'ipotesi che vedeva il regno dei Cazari all'origine della diaspora degli Ebrei in Russia, Lituania e Polonia. Gli studiosi citati in proposito da Sand sono: Avraam Garkavi, Simon Dubnow, Yitzchaq Schipper, Salo Baron e Ben Zion Dinur.
Di contro, ricorda l'autore, il filone storiografico sionista tradizionale ha sostenuto da sempre che gli Ebrei dell'Europa orientale, provenienti da Eretz Israel, sono venuti dalla Germania dopo essersi temporaneamente fermati a Roma. A conferma di ciò, l'uso della lingua yiddish in Polonia, Lituania e Russia è stato usato come prova dell'esistenza di ebrei orientali di origine ebraico-tedesca, o ashkenazita, dal momento che tale lingua risultava composta per l'80% da parole tedesche. Nondimeno, fra XIX e XX secolo, altre ipotesi sono emerse a giustificare la diffusione dello yiddish. Abraham Polak ricorda che gli abitanti del regno dei Cazari che abitavano in Crimea, convertitisi all'ebraismo, parlavano il gotico di crimea, lingua in uso nella penisola fino al XVI secolo che riteneva affine allo yiddish; ma da un punto di vista linguistico l'ipotesi è insostenibile poiché i tratti dello yiddish riconducono indubitabilmente ai dialetti alto-germanici (Germania centrale e meridionale). Altri vedrebbero invece nella colonizzazione tedesca dei territori orientali nel XIV e XV secolo e nella fondazione di importanti centri commerciali e artigianali, la vera causa della diffusione di questo idioma che veniva impiegato come lingua franca negli scambi con la popolazione locale. Comunità di origine tedesca avrebbero infatti costituito all'epoca l'ossatura della prima borghesia dell'Europa orientale portando con sé anche un clero cristiano, mentre gli ebrei sarebbero giunti dalle regioni cazare e slave per assumere il ruolo di esattori, cambiavalute ma anche conciatori e carrettieri. A fronte di ciò la successiva, contenuta, migrazione di élite ebraiche tedesche avrebbe integrato una presenza già stabile, finendo per rafforzarne la lingua e il culto.
Fra gli attacchi formulati da Sand alla tradizionale lettura della storia degli Ebrei in Europa orientale, vanno infine annoverati i contributi della linguistica e della demografia storica.
Il linguista Paul Wexler sostiene una discendenza linguistica parzialmente diversa per lo yiddish, che alla luce dei suoi studi sarebbe in realtà una lingua di base slava con lessico in larga parte tedesco sudorientale, formatasi nelle zone di confine fra le comunità, ora scomparse, che parlavano dialetti slavi e dialetti tedeschi, mentre sul versante demografico un “dato scomodo” per i fautori dell'origine tedesca andrebbe rintracciato nella circostanza che i seguaci dell'ebraismo in terra germanica fra XI secolo e XII secolo erano in numero del tutto insufficiente a dare vita, di lì a poco, alle consistenti comunità ebraiche polacche, lituane e russe. Non si spiegherebbe peraltro, conclude lo storico, per quale ragione, se il luogo di provenienza degli Ebrei dell'Europa orientale fosse stato la Germania occidentale, essi si sarebbero moltiplicati così tanto nelle regioni a Est bloccando invece la crescita demografica ad Ovest, in un'epoca nella quale mancava ancora qualsivoglia politica di controllo delle nascite.
Al di là dei contrasti, fortemente connotati politicamente, fra storici organici e nuova storiografia israeliana e delle più generali diatribe sul metodo fra modernisti e perennialisti che vedono intellettuali come Sand opporsi alle nuove impostazioni promosse, fra gli altri, da Anthony D. Smith della London School of Economics che sulla nazione israeliana ha maturato una posizione del tutto diversa, va rilevato come permanga un interesse diffuso per gli aspetti sociologici, linguistici ed etnografici relativi alla vicenda dei Cazari ed al loro legame con altre civiltà del passato, prima fra tutte quella ebraica, dinanzi al quale è lecito attendersi nuovi vivaci contributi da parte di studiosi di diversa estrazione accademica.
Studi genetici di team scientifici guidati da Michael Hammer (2000), Doron Behar (2013), Shai Carmi (2017), e Tatiana Tatarinova (2019) non hanno trovato riscontri a questa teoria. Gli scienziati hanno trovato alcune linee genetiche (da parte paterna) del Medio Oriente e dall'Europa (da parte materna), ma nessuna linea turca dall'Asia centrale.
Altri studi invece, come quello di Eran Elhaik (2012), sembrano confermare l'ipotesi di Koestler, avendo, nei suoi studi, riscontrato elementi iranici, germanici, turchi e slavi, riconducibili proprio al carattere multietnico dei Cazari. Nel 2022, Kevin Brook ha pubblicato uno studio con la prova che gli Ebrei Ashkenaziti hanno lignaggi genetici di origini diverse, principalmente israelite ed europee, ma anche con piccoli contributi da altre fonti tra cui Nord Africa, Cina e forse dai popoli Cazari e Alani (alleati e vicini dei cazari).
Questi ebrei sono geneticamente simili agli Ebrei Sefarditi dalla Turchia, agli Ebrei italiani di Roma e agli Ebrei Romanioti di Grecia. Tuttavia uno studio di Nebel (2001) ha rilevato circa l'1% di linee genetiche turche. Va ricordato che tuttavia gli stessi Cazari, pur essendo un popolo culturalmente e linguisticamente turco, non presentavano tratti asiatici, tipici dei popoli turchici, come ci giunge dalle cronache del tempo di Iṣṭakhrī e Ibn Faḍlān: il primo li descrive come di carnagione chiara e capello rosso, il secondo invece li suddivide in Cazari bianchi, la cui descrizione coincide con quella data da Iṣṭakhrī, e Cazari neri, di carnagione scura e capello nero. È interessante notare come gli scrittori stessi pongano l'attenzione, nella descrizione dei Cazari, sul fatto che questi non somiglino ai Turchi. Come tipico dei popoli turchici, infatti, anche i Cazari avevano l'abitudine di convertire alla propria cultura e lingua le popolazioni conquistate: è noto infatti che in essi confluirono elementi iranici, uralici (i Magiari, per esempio, erano, al soldo dei Cazari, incaricati di proteggere i confini occidentali del Khanato), slavi e germanici (ciò che rimase dei Goti di Crimea, confluì nell'Impero cazaro). Addirittura Ebrei, presumibilmente discendenti più o meno diretti degli Israeliti, giunsero in Cazaria, dall'Impero bizantino, a seguito delle persecuzioni di Costantinopoli. Pertanto, sarebbe stato difficile trovare componenti linee altaiche persino presso gli stessi Cazari, difficoltà che del resto si riscontra negli odierni Turchi d'Anatolia, tra i quali, in accordo agli studi di Luigi Cavalli Sforza, la componente genetica turco-altaica si limita al 1% della popolazione.
È bene infine sottolineare come le due ipotesi (quella tradizionale renana e quella cazara) non si escludano a vicenda, ma possano invece essere ambedue valide: si sa, per esempio, che a seguito della conversione, molti Ebrei provenienti da Occidente, si trasferirono nell'Impero cazaro, andando ad arricchire e confondere ulteriormente la genetica del popolo.

## Lingua
| Cazaro               |                                               |
|                      |                                               |
| Originario di        | Khanato di Khazaria                           |
| Etnia                | Cazari                                        |
| Estinto              | entro il 13º secolo                           |
| Famiglia linguistica | Turco - (classificazione contestata) - Cazaro |
| Sistema di scrittura | Turco antico                                  |
| Codici di lingua     |                                               |
| Norma ISO 639-3      | zkz                                           |
| Elenco dei linguisti | zkz                                           |
| Glottologo           | Nessuno                                       |

Cazaro, noto anche come Cazarico, era un gruppo dialettale turco parlato dai Cazari, un gruppo di popoli turchi semi-nomadi originari dell'Asia centrale. Ci sono poche testimonianze scritte della lingua e le sue caratteristiche e caratteristiche sono sconosciute. Si ritiene che si sia gradualmente estinta entro il XIII secolo d.C. quando i suoi parlanti si sono assimilati alle popolazioni vicine di lingua turca.
C'è una disputa tra linguisti e storici turchi su quale ramo della famiglia linguistica turca appartenga. Una considerazione ritiene che appartenga al ramo Oghur ("lir") della famiglia linguistica turca, mentre un'altra considerazione è che appartenga al ramo turco comune. Poiché il corpus esistente di Cazaro è estremamente limitato, costituito da due sostantivi, un verbo coniugato e alcuni nomi propri, la sua esatta posizione genealogica all'interno del phylum turco rimane irrisolta.

### Classificazione
Ci sono molti problemi con la classificazione esatta della lingua Cazara. Uno dei problemi fondamentali è la natura vaga del nome Cazaro stesso. Non è stato ancora determinato se si riferisca a una tribù turca specifica o se avesse un'origine politica e geografica che non fosse etnolinguistica. Il regno di Khazaria era uno stato poliglotta (multilingue) e polietnico (multiculturale), con lingue iraniche, finniche, ugroidi, slave e nord-caucasiche. Secondo i dati antropologici, era governato da tribù centrali mongoloidi dell'Asia interna (con alcuni elementi somatici europoidi) che accompagnavano la dinastia. Le tribù turche probabilmente parlavano un certo numero di lingue turche. Gli studiosi hanno ritenuto possibile che il termine Cazaro denotasse una o anche più lingue; tuttavia, le fonti non possono determinare l'estensione del suo utilizzo.
Le cronache dell'epoca non sono chiare sull'affiliazione linguistica dei Cazari. Al-Istakhri del decimo secolo scrisse due note contrastanti: "la lingua dei Cazari è diversa dalla lingua dei turchi e dei persiani, né una lingua di (qualsiasi) gruppo di umanità ha nulla in comune con essa, e la lingua dei Bulgari è come la lingua dei Cazari ma i Burta hanno un'altra lingua". Al-Istakhri menzionò che la popolazione di Darband parlava Cazaro insieme ad altre lingue delle loro montagne. Al-Masudi (896-956) elencò i Cazari tra i tipi di turchi e notò che sono chiamati Sabir in turco e Xazar in persiano. Al-Biruni (973-1050), mentre discuteva dei Bulgari del Volga e dei Sawar (Sabir), notò che la loro lingua era una "miscela di turco e Cazaro". Al-Muqaddasi (c.  945–991) descrisse la lingua cazara come "molto incomprensibile". Ibn Hawqal, che viaggiò durante gli anni dal 943 al 969 d.C., scrisse che "la lingua bulgara assomiglia a quella dei cazari".
Rispetto all'uniformità del turco comune, che Al-Istakhri ha menzionato "per quanto riguarda i turchi, tutti loro, dal Toquz Oghuz, Qirgiz, Kimek, Oguz, Qarluq, la loro lingua è una. Si capiscono l'un l'altro". Anche se il Khazar apparteneva o era simile alle lingue oghuro-bulgare, era nettamente diverso.

### Vocabolario
I dati linguistici sui Cazari consistono principalmente di nomi propri come titoli (Beg, Bolušči, Ishad, Il-teber/El-teber, Qağan, Kündü Qağan, Jâwšîġr, Tarxan, Tudun, Yabgu, Yilig/Yelig), antroponimi (Itaq) e toponimi (Sarkel/Šarkil, Sarığšın/Sarığčın), per lo più di origine turca. Le interpretazioni non indicano se si tratti di turco comune o ogurico.
Sono stati attestati solo due nomi comuni. Lo storico arabo Ibn A'tham al-Kufi registra il nome di un tipo di tenda come alǰdāḏ, la cui prima parte è probabilmente un affine del turco antico orientale alaču 'tenda'. Una parola per 'banchetto funebre' è registrata dallo storico bizantino Teofane in diverse forme: δοχήν dokhḗn, δογήν dogḗn, δογῆν dogên, δουγήν dougén, paragonabile al turco antico orientale yog (così come a un termine registrato da Menandros come δογια dogia). È stato proposto che altri nomi si riflettano nei nomi propri Cazari, come * bulan 'alce', * ït 'cane' nei nomi personali Bulan e Itakh.
Nel Guinness dei primati del 1986 (sulla base di una dichiarazione della Grande enciclopedia sovietica), si affermava che il cazaro avesse la 'letteratura più piccola' di qualsiasi lingua, comprendendo presumibilmente solo una parola attestata, oqurüm, 'ho letto' (proveniente dalla Lettera di Kiev)."